# Senna arnottiana
Senna arnottiana är en ärtväxtart som först beskrevs av William Jackson Hooker, och fick sitt nu gällande namn av Howard Samuel Irwin och Rupert Charles Barneby. Senna arnottiana ingår i släktet sennor, och familjen ärtväxter. Inga underarter finns listade i Catalogue of Life.